# Miðvágur
Miðvágur (daneză Midvåg) este un oraș din Insulele Faroe.